# Macho Man (série)
Macho Man é uma série de televisão brasileira produzida e exibida pela Rede Globo, criada por Fernanda Young e Alexandre Machado e roteirizado pelos mesmos. Dirigida por José Alvarenga Jr., a primeira temporada teve sua estreia em 8 de abril de 2011 e seu término em 8 de julho de 2011. A segunda temporada retornou a grade da emissora em 4 de novembro de 2011. Em 3 de fevereiro de 2012 a Rede Globo anunciou que a série não iria ser renovada para a sua terceira temporada, pois Jorge Fernando estava se dedicando ao remake da telenovela Guerra dos Sexos, que estreou no final de 2012.

## Sinopse
Nelson Zucatelli, mais conhecido como Zuzu, é um cabeleireiro gay muito bem resolvido e feliz com a sua vida, até que um dia é atingido pelo salto de uma drag queen, em uma boate gay, e perde os sentidos. Ao acordar no hospital diante de uma bela médica, ele descobre que começou a se interessar por mulheres. Sem entender a situação e com medo da sua nova orientação sexual atrapalhar a carreira, Nelson só revela o seu segredo a Valéria, sua melhor amiga e colega de trabalho.
Valéria trabalha com Nelson no salão Frederic´s Coiffeur, propriedade do vaidoso gay Frederic. A assistente de cabeleireiro é uma ex-gorda que perdeu 20 quilos, mas mesmo assim continua infeliz. Ela se torna a conselheira de Nelson e vai ensinar o amigo tudo sobre a sua nova realidade. Em troca, Nelson vai ajudá-la a recuperar sua autoestima e se adaptar ao universo dos magros. Porém, essa nova rotina não vai ser nada fácil para os dois. O cabeleireiro vai precisar de muito esforço para perder seus hábitos expansivos e gírias descoladas, enquanto Valéria muito jogo de cintura com seus relacionamentos. A série ainda conta com Nikita, a recepcionista maluca e rockeira, Venetta, a cliente bêbada do estabelecimento e Tiffany, amiga de Valéria e Nikita também empregada do salão.
Na segunda temporada são apresentados novos personagens, Helô Fragoso Fraga, uma mulher rica filha do empresário Dr. Fragoso Fraga e que vive às turras com a madrasta, e Luiza, que tem a mesma idade que ela e que só se casou por interesse. Helô torna-se sócia de Frederic no salão de beleza, além de se apaixonar por Zuzu, prometendo apimentar a relação dele e Valéria, já que passa a detestar a melhor amiga de seu novo namorado. Outro novo personagem é Cherry, um gay estrábico e vaidoso casado com Frederic, que vive a implicar com as funcionárias do salão.

## Elenco
| Ator                | Personagem              | Temporadas | Temporadas |
| Ator                | Personagem              | 1ª         | 2ª         |
| ------------------- | ----------------------- | ---------- | ---------- |
| Jorge Fernando      | Nelson Zucatelli (Zuzu) |            |            |
| Marisa Orth         | Valéria dos Santos      |            |            |
| Natalia Klein       | Nikita                  |            |            |
| Roney Facchini      | Fréderic                |            |            |
| Rita Elmôr          | Venetta                 |            |            |
| Luanna Jimenes      | Tifany                  |            |            |
| Raphael Véles       | Cherry                  |            |            |
| Ingrid Guimarães    | Helô Fragoso Fraga      |            |            |
| Helena Fernandes    | Luiza Fraga             |            |            |
| José Augusto Branco | Dr. Otto Fragoso Fraga  |            |            |
| Rodrigo López       | Rogério                 |            |            |

## Prêmios e indicações
| Ano  | Prêmio             | Categoria                 | Indicação      | Resultado |
| ---- | ------------------ | ------------------------- | -------------- | --------- |
| 2011 | Prêmio Extra de TV | Melhor série              | Macho Man      | Indicado  |
| 2011 | Prêmio Extra de TV | Melhor ator               | Jorge Fernando | Indicado  |
| 2011 | Prêmio Extra de TV | Melhor revelação feminina | Natalia Klein  | Indicado  |
| 2011 | Prêmio Extra de TV | Melhor maquiagem          | Macho Man      | Indicado  |